# Invasão japonesa da Indochina Francesa
A Invasão japonesa da Indochina Francesa foi uma operação organizada pelo Império do Japão com o objetivo de bloquear a entrada de armamentos, combustível e materiais fornecidos pelos Estados Unidos para a China através da ferrovia Haiphong-Yunnan Fou durante a Segunda Guerra Sino-Japonesa.
A invasão de 32 mil soldados teve como foco principal a região norte de Tonkín.
Em 22 de setembro de 1940, o governo de Vichy assinou um acordo com Império japonês que garantia a presença de tropas nipônicas na Indochina. No dia seguinte, a 5ª divisão imperial se aproximou sem aviso prévio de Lang Son, iniciando combate contra a defesa francesa. Apesar dos protestos de Vichy, o Japão continuou o ataque com operações aéreas em Haiphong. No dia 26 de setembro, o Império tinha conseguido fechar as saídas da China, somente restando a rota da Birmânia.
Em 27 de setembro, o Japão formou uma aliança com a Alemanha nazista e a Itália, o Pacto Tripartite.